# شهرستان اسلادکوفسکی
شهرستان اسلادکوفسکی (به لاتین: Sladkovsky District) یک شهرستان در روسیه است که در استان تیومن واقع شده‌است.